# Marc Elliott
Marc Elliott (Stratford-upon-Avon, oktober 1979) is een Engels acteur.
Elliott was leerling aan de Warwick School, een privéschool voor jongens. Hij is vooral bekend als Syed Masood in EastEnders, die ondanks zijn homoseksualiteit trouwt met een vrouw. Hij vertolkt deze rol sinds 21 april 2009. Voor zijn rol in EastEnders was Elliott te zien als gastacteur in verschillende Britse series, waaronder Holby City, Lewis en The Bill. Voor 2009 was hij vooral actief in het theater, zo heeft hij door Groot-Brittannië getoerd met het theaterstuk The History Boys.
Zijn moeder is van Engels-Indiase afkomst en zijn vader is van Schotse origine. Hij heeft twee zussen, waarvan een zijn tweelingzuster is.